# 인간을 먹는 성
《인간을 먹는 성》은 매주 화요일 김만호가 다음 웹툰에서 연재하는 웹툰이다.